# Шульман Олена Анатоліївна
Оле́на Анато́ліївна Шу́льман (рос. Елена Анатольевна Шульман; 10 квітня 1969, Одеса, УРСР, СРСР — 9 квітня 2023, Санкт-Петербург, Росія) — російська акторка кіно, дикторка, майстер дубляжу та озвучування. За роки своєї роботи озвучила більше шестиста персонажів у фільмах, мультфільмах і комп'ютерних іграх.

## Життєпис
Олена Шульман народилася 10 квітня 1969 ріка в Одесі. Батько-військовий моряк, мати — художник-модельєр. Коли батько завершив військову кар'єру, сім'я переїхала на Кавказ. Під час навчання в школі Олена була ведучою на шкільному радіо. Любила наслідувати чужим голосам, імітувала мелодії і звуки. Отримавши атестат, поїхала в Москву і вступила в ГІТІС (РАТІ).
У 1996 році почала писати закадрові переклади в мексиканських і американських серіалах. У 1999 році Олену запросили в студію «Невафільм» на пробу — і відразу записали дубляж фільму «Пляж». Після цієї роботи Олена стала затребувана як актриса дубляжу.
Голосом Олени Шульман говорить Сігурні Вівер в «аватарі». Актриса озвучила Мері Джейн з «Людини-павука», рибку Дорі з «У пошуках Немо», Дружка в «Барбоскіних», Кузю і Бабу Капу з «Лунтика», дублювала актрис Сальму Хайек, Моніку Беллуччі, Дрю Беррімор, Ліндсі Лохан та багатьох інших.
Компанія Disney запросила Олену Шульман працювати режисером дубляжу над серією мультфільмів «феї». Також режисером дубляжу Олена співпрацювала зі студією «Піфагор».
Як диктор працювала на «Ельдорадіо», Радіо «Мелодія», Радіо «Балтика».
Озвучувала аудіокниги.

## Особисте життя
Двоє дітей.
Актриса дубляжу та закадрового озвучення Олена Шульман загинула внаслідок аварії на Заміському проспекті у Санкт-Петербурзі. Жінка потрапила під тролейбус. Померла у лікарні 9 квітня 2023 року.

## Творчість

### Фільмографія
- «Ще не вечір» (2009) — Тетяна
- «Ментовські війни-3» (2006) — Свєта
- «Холодильник та інші...» (2005) — Мар'яна Віталіївна
- «Я все вирішу сама» (2003) — Віра
- «Гра без правил» (2003) — епізод

### Дублювання та закадрове озвучування

#### Джулія Робертс
- «Повернення Бена» (2018) — Холлі Бернс
- «Диво» (2017) — Ізабель Пуллман
- «Смурфики: Загублене містечко» (2017) — Смурфверба
- «Грошова пастка» (2016) — Петті Фенн
- «Нестерпні леді» (2016) — Міранда
- «Білосніжка: Помста гномів» (2012) — королева, дзеркало

#### Дрю Беррімор
- «У них все добре» (2009) — Розі Ґуд
- «50 перших поцілунків» (2004) — Люсі Вітмор
- «Янголи Чарлі: Повний вперед» (2003) — Ділан Сандерс
- «Янголи Чарлі» (2000) — Ділан Сандерс

#### Ешлі Джад
- «Твін Пікс» (2017) — Беверлі Пейдж
- «Падіння Олімпу» (2013) — Марґарет Ешер
- «Зубна фея» (2010) — Карлі
- «Особливо тяжкі злочини» (2002) — Клер Кубик
- «Флірт зі звіром» (2001) — Джейн Гудейл

#### Кірстен Данст
- «Людина-павук 3: Ворог у тіні» (2007) — Мері Джейн Вотсон
- «Людина-павук 2» (2004) — Мері Джейн Вотсон
- «Вімблдон» (2004) — Ліззі Бредбері
- «Людина-павук» (2002) — Мері Джейн Вотсон

#### Ліндсі Лохан
- «Поцілунок на щастя» (2006) — Ешлі Олбрайт
- «Гербі: Шалені перегони» (2005) — Меґґі Пейтон

#### Маріон Котіяр
- «Рок-н-рол» (2017) — камео
- «Кредо вбивці» (2016) — доктор Софія Ріккін

#### Моніка Белуччі
- «Учень чаклуна» (2010) — Вероніка
- «Сльози сонця» (2003) — Ліна Кендрікс

#### Сальма Хаєк
- «Дім Ґуччі» (2021) — Піна Аурієма
- «Батьки легкої поведінки» (2019) — Ненсі
- «Одного разу в Мексиці» (2003) — Кароліна

#### Сіґурні Вівер
- «Аватар» (2009) — доктор Ґрейс
- «ВОЛЛ-І» (2008) — комп-жінка

#### Інше
- «Банди Парижа» (2023) — Сара Бернардт
- «Моя незграбна фея» (2023) — Камелія
- «Монстри на канікулах: Трансформанія» (2022) — Ванда
- «Шоу Патріка Зірки» (2021—2022) — Банні Зірка
- «Мітчелли супроти Машин» (2021) — Лінда Мітчелл
- «Душа» (2020) — Лулу, Джерел
- «Амфібія» (2019—2022) — Енн Бунчуй, Бреддок
- «Хеллбой» (2019) — Німуе
- «Єті» (2019) — доктор Зара
- «Диво-парк» (2019) — Альбертина
- «Від сім'ї не втечеш» (2018)
- «Монстри на канікулах 3» (2018) — Ванда
- «Іграшки для дорослих» (2018)
- «Мері Поппінс повертається» (2018) — Топсі
- «Форма води» (2017) — Зельда
- «Коко» (2017) — мама Імельда
- «Емоджі Муві» (2017) — Смайлер
- «Людина-павук: Повернення додому» (2017) — міс Воррен
- «Кінгсман: Золоте кільце» (2017) — Кітті Еванс
- «Приховані фігури» (2017) — Дороті Вон
- «Чому він?» (2016) — Барб Флемінґ
- «Встигнути за Джонсами» (2016) — Карен Ґаффні
- «Тролі» (2016) — шеф
- «Інферно» (2016) — Марта
- «Рівні» (2016) — Бесс
- «Не дихай» (2016) — Джинджер
- «Моя краля» (2016) — Од ван Петеґем
- «Сила волі» (2016) — Лені Ріфеншталь
- «Закляття 2» (2016) — Лоррейн Воррен
- «У пошуках Дорі» (2016) — Дорі
- «Аліса в Задзеркаллі» (2016) — королева Елсміра
- «Люди Ікс: Апокаліпсис» (2016) — Мойра МакТаґґерт
- «Angry Birds у кіно» (2016) — Матильда
- «Перший месник: Протистояння» (2016) — Мей Паркер
- «Зоотрополіс» (2016) — Медж Медоїд, хазяйка гуртожитку
- «Едді „Орел“» (2016) — Петра
- «Американська історія жаху» (2016) — ролі, зіграні Джессікою Ленґ (закадрове озвучування, «Novamedia»)[2]
- «Елвін та бурундуки: Бурундомандри» (2015) — Саманта
- «Джой» (2015) — Даніка
- «Останній мисливець на відьом» (2015) — королева відьом
- «Леді Баґ і Супер-Кіт» (2015—2023) — Аля Сезер, Сабріна Ренкомпрі, Наталі Санкьор, інші
- «Рікі і Флеш» (2015) — Марін
- «Паперові міста» (2015) — місіс Шпіґельман
- «Фантастична четвірка» (2015) — місіс Ґрім
- «Людина-мураха» (2015) — Пеґґі Картер
- «Вік Адалін» (2015) — Ріґан
- «Черепашки-ніндзя» (2015) — другорядні персонажі в 3-му сезоні (дубляж, «SDI Media Russia»)
- «Шпигунка» (2015) — Райна Буянова, Шерон
- «Думками навиворіт» (2015) — чистильниця пам'яті Пола, дружина-хмара
- «Месники: Ера Альтрона» (2015) — мадам Б
- «Майлз із майбутнього» (2015—2018) — Фібі Каллісто, другорядні персонажі
- «Школа монстрів» (2015) — Дракулаура, Клодін, Торалей
- 2014 — «По ту сторону изгороди» — мама Беатрис, Маргарита Грей
- 2014 — «Книга жизни» — Катрина, Мэри Бет
- 2014 — «Мисс Переполох» — Жоан Кларемонт
- 2014 — «Дикая» — Шерил Стрэйд
- 2014 — «Общак» — детектив Румси
- 2014 — «Энни» — мисс Ковачевич
- 2014 — «Исход: Цари и боги» — Бифья
- 2014 — «Лофт» — Дана
- 2014 — «С любовью, Рози» — Руби
- 2014 — «Исчезнувшая» — Шона Келли, Мэрибет Эллиотт, Эллен Эбботт
- 2014 — «Город грехов 2: Женщина, ради которой стоит убивать» — Венди
- 2014 — «Судная ночь 2» — Тани Ривейра
- 2014 — «Развод по-французски» — Дафни
- 2014 — «Виноваты звёзды» — мама Гаса
- 2014—2015 — «Кларенс» — Мэри Венделл, второстепенные персонажи (дубляж студии «Пифагор»)
- 2014-2017 — «Две девицы на мели» — Макс Блэк (с 3 сезона)
- 2014-2021 — «Последний настоящий мужчина» — Кристин Бакстер, Ева Бакстер (с 3 сезона)
- 2014 — «Клуб Винкс: Тайна морской бездны» — Политея
- 2014-2015 — «Дядя Деда» — Барсет, второстепенные персонажи (дубляж студии «Пифагор»)
- 2014 — «Новый Человек-паук. Высокое напряжение» — Тётя Мэй
- 2014 — «Рио 2» — телеведущая
- 2014 — «Приключения мистера Пибоди и Шермана» — Пэтти Питерсон, голос «Вейбэк»
- 2013 — «Любовь по рецепту и без» — Элизабет Робертс, Джейн Фонда (рассказчик)
- 2013 — «Логово зверя» — Джанет Морелло
- 2013 — «Олдбой» — Джуди, Ширли Рус
- 2013 — «Джек и механическое сердце» — Мадлен и Мельес
- 2013 — «Холодное сердце» — актриса эпизода
- 2013 — «Очень голодные игры» — Эффофф
- 2013 — «Тор 2: Царство тьмы» — Эйр
- 2013 — «Советник» — Лаура
- 2013 — «Мачете убивает» — Дездемона
- 2013 — «Va-банк» — Ребекка Шафран
- 2013 — «Враг» — мать Адама
- 2013 — «Хоть раз в жизни» — Мириам Харт
- 2013 — «Дружба и никакого секса?» — Элли, Холли
- 2013 — «Лок» — жена Гарета
- 2013 — «Теорема Зеро» — Мэнком
- 2013 — «Гонка» — медсестра Джемма
- 2013 — «Вулкан страстей» — Валери
- 2013-н.в. — «Секрет острова Мако» — Рита Сантос
- 2013 — «Одинокий рейнджер» — Рэд Харрингтон
- 2013 — «Заклятие» — Лоррейн Уоррен
- 2013 — «Большая свадьба» — Элли Гриффин
- 2013 — «Железный человек 3» — Эллен Брандт
- 2013 — «Кровью и потом: Анаболики» — Рамона Элдридж
- 2013 — «Падение Олимпа» — Маргарет Эшер
- 2013 — «Побег с планеты Земля» — Кира Супернова
- «(Не)очікуваний принц» (2013) — Мірей Лавант
- «Європа» (2013) — доктор Саманта Унґер
- «Великі сподівання» (2012) — міс Гевішем
- «Все, що потрібно тобі — це любов» (2012) — Астрід
- «Гайд-Парк на Гудзоні» (2012) — Марґарет Саклі
- «Маніяк» (2012) — Люсі
- «Сприйняття» (2012—2015) — Наталі Вінсент
- «Таємниці Ґравіті Фолз» (2012—2016) — Ледача Сьюзен, Шандра Хіменес, Кенді Чіу, Піроніка, інші
- «Якось у казці» (2011—2018) — Реджина Міллс
- «Тачки 2» (2011) — Буся
- «Крик 4» (2011) — Сідні Прескотт (дубляж, «Невафільм»)
- 2010 — «Бизнес по-русски» — мама, дочь
- 2010 — «Снова ты» — Рамона
- 2010-2013 — «Пляжный коп» — Джоди Каргилл, разные персонажи
- 2010-2017 — «Шерлок» — Мэри Ватсон[3]
- 2010-2014 — «Держись, Чарли!» — Скайлер
- 2010 — «Перси Джексон и Похититель молний» — Медуза Горгона
- 2009 — «Всё путём» — Рози Гуд
- 2009 — «Vизитёры» — Анна, Мелани Сингер
- 2009 — «Последний дом слева» — Эмма (дубляж студии “Невафильм“, 2011 г.)
- 2009 — «Вероника решает умереть» — Вероника
- 2009 — «Ведьмина гора» — доктор Алекс Фридман
- 2008 — «Котополис» — визажистка
- 2008 — «Сказки на ночь» — Аспен
- 2008 — «Сезон охоты 2» — Жизель
- 2008 — «Проблеск гениальности» — Филлис Кернс
- 2008 — «Мухнём на Луну» — мама Нэт
- 2008 — «Знакомство со спартанцами» — королева Марго
- 2007 — «Сокровище нации: Книга тайн» — Абигейл Чейз
- 2007 — «SuperПерцы» — Джулс
- 2007 — «Лови волну!» — Эдна Маверик
- 2007 — «Человек-паук 3: Враг в отражении» — Мэри Джейн Уотсон
- 2006 — «Казино „Рояль“» — Веспер Линд
- 2006 — «Сезон охоты» — Жизель
- 2006 — «Дьявол носит Prada» — Серена
- 2006 — «Поцелуй на удачу» — Эшли Олбрайт
- 2006 — «Лесная братва» — Глэдис
- 2006 — «Очень страшное кино 4» — Брэнда Микс
- 2006 — «Большое путешествие» — Бриджит
- «Тачки» (2006) — Буся
- 2006 — «Снежный пирог» — Мэгги
- 2005 — «Сумасшедшие гонки» — Мэгги Пейтон
- 2005 — «Нокдаун» — Мэй Брэддок
- 2005 — «Угадай, кто?» — Кеиша Джонс
- 2005 — «Оборотни» — Элли
- «Суперсімейка» (2004) — голос дружини Фреона
- 2004 — «Испанский английский» — Дебора Класки
- 2004 — «Рождество с неудачниками» — Мэрри
- 2004 — «Сокровище нации» — Абигейл Чейз
- 2004-2012 — «Отчаянные домохозяйки» — Бри Ван де Камп
- 2004 — «Факир» — Луиза
- 2004 — «Уимблдон» — Лиззи Брэдбери
- 2004 — «Подводная братва» — Кэтти Каррент
- 2004 — «Человек-паук 2» — Мэри Джейн Уотсон
- 2004 — «Белые цыпочки» — Бриттани Уилсон
- 2004 — «50 первых поцелуев» — Люси Уитмор
- 2004 — «Свидание со звездой» — Кэти Фили
- 2003 — «Зодиак» — Лаура Пэриш
- 2003 — «Холодная гора» — Руби Тьюс
- 2003 — «Улыбка Моны Лизы» — Конни Бэйкер
- 2003 — «Застрял в тебе» — Эйприл Мерседес
- 2003 — «Питер Пэн» — миссис Дарлинг
- 2003 — «Особняк с привидениями» — Эмма
- 2003 — «Изучение Рифов» — Дори
- 2003 — «Братец медвежонок» — молодая медведица
- 2003 — «Однажды в Мексике» — Каролина
- 2003 — «S.W.A.T.: Спецназ города ангелов» — офицер Крис Санчес
- 2003 — «Пираты Карибского моря: Проклятие Чёрной жемчужины» — Жизель
- «У пошуках Немо» (2003) — Дорі
- 2003-2005 — «Дак Доджерс» — Марсианская Королева, второстепенные персонажи (дубляж 2013 года)
- 2003 — «Дежурный папа» — Ким Хинтон
- 2003 — «28 дней спустя» — Хэлли
- 2002 — «Умри, но не сейчас» — Верити
- 2002 — «Планета сокровищ» — Сара Хокинс
- 2002 — «Баллистика: Экс против Сивер» — Рэйн Гэнт
- 2002 — «Мошенники» — Кейт
- 2002 — «Крутой парень» — Нора
- 2002 — «Человек-паук» — Мэри Джейн Уотсон
- 2002 — «Милашка» — Кортни Рокклиф
- 2002 — «Плохая компания» — Джули
- 2001 — «Перекрестки» — Кит
- 2001 — «Любимцы Америки» — Гвен Харрисон
- 2001 — «История рыцаря» — Кейт Кузнец
- «Дракула 2000» (2000) — Соліна (дубляж, «Невафільм»)
- «102 далматинці» (2000) — Хлоя Саймон
- «Пляж» (2000) — Франсуаза
- «Вага води» (2000) — Аннет Крістенсон
- «Осінь у Нью-Йорку» (2000) — Сара
- «One Piece» (1999—2022) — Манкі Д. Луффі, Альвіда, Ріка, Квіна (дубляж 2012-го року)
- «Астерікс і Обелікс проти Цезаря» (1999) — Фальбалла (дубляж 2000-го року)
- «Принцеса Сіссі» (1997)
- «Супермен» (1996—2000) — Анджела Чен (дубляж 2000-го року)
- «Вир світів» (1995—2000) — капітан Меґґі Беккет (3 сезон), доктор Діана Девіс (дубляж 1998-го року)
- «Фріказоїд!» (1995—1997) — (дубляж, «СТС»)
- «Історія іграшок» (1995) — голос в ресторані «Планета Піца»
- «Канікули Ґуфі» (1995) — Стейсі (дубляж 2005-го року)
- «Цілком таємно» (1994) — Честер Бонапарт, Чарлі, Майкл (2 сезон, 15 і 21 серії; дубляж, «ТВ3»)
- «Ґуфі і його команда» (1992—1993) — Пеґ (дубляж 2005-го року)
- «Чіп і Дейл — бурундучки-рятівнички» (1989—1992) — другорядні персонажі (дубляж 2004-го року)
- «Качині історії» (1987—1990) — Maгіка де Гіпноз (дубляж 2004-го року)
- «Агентство „Місячне сяйво“» (1985—1989) — Аґнес Діпесто (дубляж, «Петербург-Пятый канал»)
- «Даллас» (1978—1991) — Памела Барнс Юінґ, Слай Ловеґрен, Ейпріл Стівенс (дубляж, «Русское видео»)
- «Пітер Пен» (1953) — місіс Дарлінґ (дубляж 2002-го року)

#### Режисерка дубляжу
- «Відступ» (2017)
- «Довіра» (2016)
- «Феї і легенда загадкового звіра»[4] (2014)
- «Феї: Таємниця піратського острова» (2014)
- «(Не)очікуваний принц» (2013)
- «Академія Ґрув» (2012)
- «Собака.com» (2012)
- «Таємниця магічних крил» (2012)
- «12 різдвяних побачень» (2011)
- «Американська сімейка» (2009—2013)

### Озвучування
- «Яга та книга заклинань» (2023) — Белладонна
- «Лускунчик і чарівна флейта» (2022) — Шарлотта, мама Марі
- «Кощій: Викрадач наречених» (2022) — Агаф'я
- «Плюшевий Бум!» (2021) — Евеліна
- «Білка і Стрілка: Карибська таємниця» (2020) — ондатра Марія
- «Вогник-Вогниво» (2020) — риба
- «Простоквашино» (2019) — пес і кіт з Простокашино (2-га серія), хлопчик з Простокашино (28-ма серія)
- «Три богатирі та принцеса Єгипту» (2017) — Настасья Пилипівна
- «Три богатирі та морський цар» (2016) — Настасья Пилипівна
- «Смішарики: Легенда про золотого дракона» (2016) — Лара
- «Крякнуті канікули» (2016) — вихователька
- «Фортеця: Щитом та мечем» (2015) — Сашка
- «Малюки і літаючі звірі» (2014) — корова Зоя
- «Три богатирі: Хід конем» (2014) — Настасья Пилипівна
- «Іван Княженко та Сірий Вовк 2» (2013) — русалка
- «Три богатирі на далеких берегах» (2012) — Настасья Пилипівна
- «Літаючі звірі» (2012—2018) — корова Зоя
- «Атомний ліс» (2012) — ведмедиця Хлора, зайчиха Сіра
- «Іван Княженко та Сірий Вовк» (2011) — русалка
- «Смішарики: Початок» (2011) — медсестра
- «Барбоскіни» (2011—2019) — Дружок
- «Бізнес по-російськи» (2010) — мама, донька
- «Три богатирі та Шамаханська цариця» (2010) — Настасья Пилипівна
- «Котополіс» (2008) — візажистка
- «Смішарики» (2008, 2020) — Муня
- «Ілля Муромець та Соловей-Розбійник» (2007) — епізод
- «Маленька Василина» (2007) — баба
- «Добриня Микитич та Змій Горинич» (2006) — Настасья Пилипівна
- «Лунтик та його друзі» (2006—2019) — Кузя, Баба Капа, вчителька, метелики, Тім і Діна, хлопчики-світлячки, мальки, плавунці, 114-й мураха, мама жучків, хлопчики-жучки і дівчата-жучки (2 сезон), інші
- «Олешко Попович та Тугарин Змій» (2004) — циганка, Олешко в дитинстві
- «Карлик Ніс» — Якоб в дитинстві
- «Пригоди у Смарагдовому місті» (1999—2000) — Ґлінда, Момбі, Топ

### Озвучування ігор
- «World of Warcraft» (2023) — Ванесса ван Кліф
- «The Legend of Zelda: Tears of the Kingdom» (2023) — Імпа
- «Valorant» (2020) — Сейдж
- «Бородач: День рождения Иришки» (2017; додаток для iPhone та для iPad) — Лариска
- «Бородач: Битва охранников» (2017; додаток для iPhone та для iPad) — Лариска
- «The Legend of Zelda: Breath of the Wild» (2017) — Імпа
- «Bless» (2017) — Келандра[5]
- «League of Legends» (2016) — образ «Елементаліст Люкс»
- «Dishonored 2» (2016) — Александрія Гіпатія
- «Call of Duty: Infinite Warfare» (2016) — Морін Ферран
- «Deus Ex: Mankind Divided» (2016) — розумний дім Адама
- «Everybody's Gone to the Rapture» (2016) — Елізабет «Ліззі» Ґрейвз
- «Halo 5: Guardians» (2015) — Анель Преторіус
- «StarCraft II: Legacy of the Void» (2015) — Воразун
- «Assassin's Creed Syndicate» (2015) — Ізабель Ардан, Лілла Ґрейвз, Джозефіна Флетчер
- «Heroes of the Storm» (2015) — голос поля бою «Сад жахів»
- «Watch Dogs» (2014) — Клара Лілл
- «The Last of Us» (2013) — ведуча новин
- «Dota 2» (2013) — Luna, Winter Wyvern
- «Про Красную Шапочку» (2012; додаток для iPad з інтерактивними елементами і об'ємними ілюстраціями)[6]
- «Epic Mickey 2: The Power of Two» (2012) — корова
- «The Elder Scrolls V: Skyrim» (2011) — Ф'юра Кровопивця
- «Tangled: The Video Game» (2010) — Ґотель
- «James Bond 007: Quantum of Solace» (2008) — Веспер
- «Desperate Housewives: The Game» (2006) — Брі Ван де Камп

## Аудіокниги
- Ганс Крістіан Андерсен — «Русалонька»
- Наріне Абгарян — «Все про Манюню» (збірка)[7]
- Мінеко Івасакі — «Життя гейші»[8]

## Примітка
1. ↑  В рф погибла актриса озвучивания Елена Шульман. novyny.live (укр.). 9 квітня 2023. Процитовано 8 вересня 2024.
2. ↑  Режиссёр Кирилл Туранский рассказал о новом сезоне «Американской истории ужасов».
3. ↑  «Нюансов речи много, и все они должны сохраниться». Как переводили британский сериал «Шерлок» на русский язык. Газета.Ru. 28 грудня 2013.
4. ↑  Не спортом единым: интервью с спортсменкой и телеведущей Ириной Слуцкой.
5. ↑  Bless — Дневники локализатора: озвучивание игры
6. ↑  Дети растут на электронных книжках.
7. ↑  читає Олена Шульман. Наріне Абгарян "Все про Манюню" (збірка). MyBook.
8. ↑  читає Олена Шульман. Мінеко Івасакі "Життя гейші. Мемуари найвідомішої гейші у світі". Біблус.